# Campeonato Português da 1.ª Divisão de Polo Aquático de 2014–2015
O Campeonato da 1ª Divisão de Polo Aquático (English: Water Polo) de 2014/2015 foi a 31ª edição desde ressurgimento  em 1984/85, competição organizada pela Federação Portuguesa de Natação,  É disputada por 8 equipas, em duas fases. O SC Paredes conquistou o seu 2º Título.

## Play-off Final
1º jogo play-off final: Sábado, 09/05/2015, SC Paredes - Clube Fluvial Portuense, 13-12 após g.p., (11-11 no tempo regulamentar), Parciais: 2-4, 3-1, 3-3, 3-3, na Piscina do Recarei em Paredes, Árbitros: Luís Santos e José Barradas
2º jogo play-off final: Sábado, 16/05/2015 SC Paredes - Clube Fluvial Portuense, 9-11, Parciais: 1-3, 3-4, 3-2, 2-2, na Piscina dos Portuenses, Fluvial, Árbitros: Luís Vital e Raul Vital
O SC Paredes sagrou-se Bicampeão ao vencer os dois jogos da final o Clube Fluvial Portuense por 2 – 0 (13-12 após g.p., e 11-9)

## Série dos primeiros
| Pos | Equipa                  | J  | V  | E | D | GM  | GS  | Diff | Pts |
| --- | ----------------------- | -- | -- | - | - | --- | --- | ---- | --- |
| 1   | SC Paredes              | 20 | 18 | 1 | 1 | 363 | 151 | +212 | 38  |
| 2   | Clube Fluvial Portuense | 20 | 15 | 2 | 3 | 341 | 164 | 177  | 29  |
| 3   | Sporting CP             | 20 | 11 | 0 | 9 | 273 | 242 | 31   | 18  |
| 4   | Clube Naval Povoense    | 20 | 9  | 2 | 9 | 269 | 235 | 34   | 17  |

## Série dos últimos
| Pos | Equipa             | J  | V | E | D  | GM  | GS  | Diff | Pts |
| --- | ------------------ | -- | - | - | -- | --- | --- | ---- | --- |
| 1   | Vitória SC         | 20 | 8 | 1 | 11 | 222 | 191 | +31  | 23  |
| 2   | CDUP               | 20 | 9 | 1 | 10 | 217 | 240 | -23  | 20  |
| 3   | CNAc               | 20 | 5 | 0 | 15 | 185 | 347 | -162 | 12  |
| 4   | Lousada Século XXI | 20 | 0 | 0 | 20 | 156 | 448 | -292 | 0   |

## Primeira Divisao 1a Fase
| Pos | Equipa                  | J  | V  | E | D  | GM  | GS  | Diff | Pts |
| --- | ----------------------- | -- | -- | - | -- | --- | --- | ---- | --- |
| 1   | SC Paredes              | 14 | 13 | 0 | 1  | 276 | 100 | +176 | 39  |
| 2   | Clube Fluvial Portuense | 14 | 12 | 0 | 2  | 258 | 106 | +152 | 36  |
| 3   | Sporting CP             | 14 | 10 | 0 | 4  | 210 | 136 | +74  | 30  |
| 4   | Clube Naval Povoense    | 14 | 8  | 1 | 5  | 205 | 153 | +52  | 25  |
| 5   | CDUP                    | 14 | 5  | 1 | 8  | 139 | 185 | -46  | 16  |
| 6   | Vitória SC              | 14 | 5  | 0 | 9  | 146 | 153 | -7   | 15  |
| 7   | CNAc                    | 14 | 2  | 0 | 12 | 105 | 265 | -160 | 6   |
| 8   | Lousada Século XXI      | 14 | 0  | 0 | 14 | 103 | 338 | -235 | 0   |